# Ivan Santaromita
Ivan Santaromita (Varese, 1984. április 30. –) olasz profi kerékpáros. 2019-ben visszavonult a versenyzéstől.

## Eredményei
2005
4. - Giro di Lombardia - Junior
7. - Giro della Valsesia
2007
10., összetettben - Tour de Georgia
2009
3. - Japan Cup
2010
1., összetettben - Settimana Coppi e Bartali
1., 1b szakasz
2., - Olasz országúti bajnokság - Mezőnyverseny
6. - GP dell'Insubria
2011
7., - Olasz országúti bajnokság - Mezőnyverseny

## Grand Tour eredményei
| Grand Tour | 2008 | 2009 | 2010 | 2011 | 2012 |
| ---------- | ---- | ---- | ---- | ---- | ---- |
| Giro       | -    | -    | -    | -    |      |
| Tour       | -    | -    | -    | 83.  |      |
| Vuelta     | 125. | -    | 64.  | 117. |      |